# 百宜公司
百宜公司（英語：Universal Robina Corporation）是一家總部位於菲律賓巴石市公司，為JG頂峰集團的核心企業。它是菲律賓最大的食品和飲料公司之一。

## 历史
2015年10月23日百宜公司以11.4億新西蘭元(約合5.32億美元)收購新西蘭最大的休閒食品生產企業Griffin's Foods
2016年8月17日百宜公司以6億澳元(約合4.655億美元)收購澳大利亞第二大鹹味零食生產商Snack Brands Australia

## 外部連結
- 珍珍薯片
- 官方网站